# ヒナの魂
『ヒナの魂』（ヒナのたましい）は、大阪芸術大学とKBS京都テレビ、サンテレビがテレビ神奈川が共同して制作したテレビドラマ。産学協同ドラマ第2弾。2004年10月から12月に放映され、2005年5月25日にDVDと小説が発売されている。DVDには、前作の産学協同ドラマ第1弾『ニトナツ〜恋も仕事も〜』総集編も、特典映像として収録されている。
産学協同ドラマは、大学側が学生の実習の場と学校の宣伝効果を、放送局側が大学の機材や学生を起用することによるコスト削減を狙ったもので、本作は前作の好評を受けて製作された第2段である。前作に引き続き同大教授で映画監督の中島貞夫が監修、非常勤助手の北條俊正が監督を務めた。
前作では、大学側は裏方としての協力であり、キャストもプロの俳優を使っていたが、「広範囲な野外ロケが多く、費用がかかりすぎた」ことなどから、本作からはロケ地、主要キャストも含め、製作をほぼ全面的に大学側に委託する形となった。
物語は同大学を舞台に、演劇、染織、ダンスといったそれぞれの夢を追い求める学生たちを描いた青春物語である。タイトルの「ヒナ」は、学生たちを指している。主役である学生5人の役を実際の同大学の学生が務めている。なお、主人公の青池成美は、次回作『探偵オブマイハート』の12話と13話（最終話）にも同一人物として出演している。
本番組プロデューサーの山本大輔（京都放送）は、第1作を「手探り感が否めず、企画全体にパワー不足だった」とする一方、前作の反省を活かし、スケジュール管理を改善するなどして挑んだ本作については「少しの余裕が学生らしい遊び心を育み、第1作に比べても明らかに大学生らしい新鮮な作風に仕上がった」としている。

## 登場人物
- 青池成美：小林弘
- 門倉古都乃：稲葉千紘
- 今井恋：関口純子
- 春名もも子：村上麻理絵
- 奥田太陽：島岡亮丞

## オープニング曲
- the sliding door「虹」
  - 作詞：山下大輔、作曲：濱川博至

## 小説
監督北條俊正の執筆により角川書店より発売。
- 『ヒナの魂』、2005年5月25日発売、ISBN 978-4043783014